# Farancia erytrogramma
La serpiente arco iris (Farancia erythrogramma) es una especie de serpiente colúbrida grande, no venenosa y semiacuática, endémica de las llanuras costeras del sudeste de los Estados Unidos. Se reconocen dos subespecies, una de las cuales ha sido declarada extinta.

## Etimología
Su nombre específico (segundo nombre del nombre binomial), es decir erytrogramma, se deriva de las palabras griegas ερυθρóς (erythros), que significa "rojo", y γράμμα (gramma), que significa "letra/palabra", pero en este caso probablemente el autor se refiere a γραμμή (grammi) que significa "línea/franja".

## Descripción
El dorso de las serpientes arcos iris tienen escamas lisas y brillantes de color negro azulado, con tres rayas rojas. Tienen colas cortas, con una punta espinosa que a veces usan como sonda. Los adultos pueden mostrar una coloración amarilla a lo largo de los lados y en la cabeza.
Por lo general, crecen hasta una longitud total (incluyendo la cola) de 91 a 122 cm (36-48 pulgadas), aunque se han registrado algunos ejemplares de hasta 168 cm (66 pulgadas) de longitud total. Las serpientes arcos iris subsisten principalmente de anguilas, pero también se alimentan de pequeñas ranas, renacuajos y salamandras. Se comen a su presa viva, generalmente tragándosela desde la cabeza.
Las hembras adultas de serpientes arcos iris suelen poner sus huevos en julio, dejándolos bajo tierra en un suelo arenoso. Una nidada consta de unos 20 huevos de promedio, pero las hembras grandes pueden poner más de 50. Las crías eclosionan a finales del verano o en otoño.

## Distribución y hábitat
Las serpientes arcos iris se encuentran en hábitats acuáticos que van desde pantanos hasta arroyos de aguas negras, arroyos de movimiento lento y llanuras costeras arenosas.  F. erytrogramma se encuentra desde el sur de Maryland hasta el sudeste de Luisiana, incluyendo el este de Virginia, el sudeste de Carolina del Norte, Carolina del Sur, Georgia, el norte de Florida, Alabama y Misisipi. Una pequeña población habitó alguna vez la región del lago Okeechobee en el sur de Florida, pero fue declarada extinta el 5 de octubre de 2011.